# Pardosa vadosa
Pardosa vadosa är en spindelart som beskrevs av Barnes 1959. Pardosa vadosa ingår i släktet Pardosa och familjen vargspindlar. Inga underarter finns listade i Catalogue of Life.